# Кріссі Метз
Крістін Мішель "Кріссі" Метз (англ. Christine Michelle "Chrissy" Metz; нар. 29 вересня 1980, Гомстед, Флорида, США) — американська актриса й співачка. Найбільш відома за виконання ролі Кейт Пірсон у телесеріалі «Це — ми», завдяки якому вона здобула номінації на Прайм-тайм премію «Еммі» та "Золотий глобус".

## Біографія
Народилася в родині Деніз і Марка Метз у Гомстеді, Флорида. Дитинство провела роки в Японії, де її батько проходив службу у ВМС США. Родина пізніше переїхала в Гейнсвілл, Флорида, де вона відвідувала початкову, середню й старшу школу. Дівчина росла зі своєю матір'ю, вітчимом, братами та сестрами і своєю собакою на ім'я Джек.
Метз заявила, що її перша робота була в МакДональдзі в Гейнсвіллі, на якій вона працювала, щоб купити собі пару кед, які мама відмовлялася їй купувати за 120 доларів. Вона з ніжністю згадує, як її менеджер ставився до неї та її колег з повагою та гідністю, що рано навчило її користі важкої праці й переваг, які кожен може отримати, ставлячись з добротою до інших.

## Кар'єра
Метз найкраще відома за її роллю Кейт Пірсон у драматичному телесеріалі від NBC «Це ми», завдяки якому вона здобула номінації на Прайм-тайм премії «Еммі» та Золотому глобусі.
Метз також розвиває кар'єру в музиці з її групою «Chrissy and The Vapors» [Архівовано 29 жовтня 2020 у Wayback Machine.], а також соло. Вона брала участь у створенні саундтреку до фільму «Прорив» (2019), у якому, до того ж, виконувала головну роль. 

## Особисте життя
Метз одружилася з британським журналістом Мартіном Іденом 5 січня 2008 року в Санта-Барбарі, Каліфорнія.. Вони розійшлися в січні 2013 року й Іден апелював на розлучення в жовтні 2014 року, зазначаючи причиною «непримиренні відмінності». 11 грудня 2015 року їхнє розлучення було закріплене законодавчо. 

## Фільмографія
| Рік       |   | Українська назва                     | Оригінальна назва                 | Роль               | Примітки   |
| --------- | - | ------------------------------------ | --------------------------------- | ------------------ | ---------- |
| 2005      | с |                                      | Entourage                         |                    |            |
| 2005      | с |                                      | All of Us                         | Рубі               |            |
| 2006      | с |                                      | My Name Is Earl                   | Чанк               |            |
| 2007      | ф |                                      | Loveless in Los Angeles           | Бонні              |            |
| 2008      | ф |                                      | The Onion Movie                   | Повна дівчина      |            |
| 2009      | с |                                      | Solving Charlie                   | Меггі Гармон       |            |
| 2010      | с |                                      | Huge                              |                    |            |
| 2014–2015 | с | Американська історія жахів: Фрік-Шоу | American Horror Story: Freak Show | Барбара/Іма Вігглс | 5 епізодів |
| 2016–2022 | с | Це ми                                | This is us                        | Кейт Пірсон        |            |
| 2017      | с |                                      | Drop the Mic                      | Саму себе          |            |
| 2018      | c |                                      | The Last O.G.                     |                    |            |
| 2018      | ф |                                      | Sierra Burgess Is a Loser         | Тріша              |            |
| 2019      | ф |                                      | Breakthrough                      | Джойс Сміт         |            |
| 2019      | c |                                      | Superstore                        |                    |            |